# Budova Skotského parlamentu
Budova Skotského parlamentu (anglicky The Scottish Parliament Building, skotskou gaelštinou Pàrlamaid na h-Alba) je soubor moderních budov v centru Edinburghu a je součástí Světového dědictví UNESCO. Stojí na východním konci Královské míle, vedle parku Holyrood (odtud se jí též přezdívá „Holyrood“ – srov. Westminster).
Od roku 1999 až do otevření nové budovy v roce 2004 byly výbory a diskuzní sály skotského parlamentu umístěny v domě Valného shromáždění církve Skotska, který se nachází v části Mound v Edinburghu. Kanceláře a administrativní zázemí parlamentu byly umístěny v poskytnutých budovách pronajatých od Rady města Edinburgh. Nový skotský parlament tyto různé prvky shromáždil do jednoho víceúčelového komplexu, s prostory pro 129 poslanců a více než 1000 státních zaměstnanců a dalšího personálu.
Od samého počátku byly budovy a jejich konstrukce považovány za vysoce kontroverzní. Volba místa, architekta, návrhu a stavební společnosti byly kritizovány politiky, médii a skotskou veřejností. Plánované uvedení do provozu mělo proběhnout v roce 2001, avšak se tak stalo až v roce 2004, o více než tři roky později. Konečná cena se odhaduje na 414 milionů liber, mnohonásobně výše než původní odhady mezi 10 a 40 miliony liber. Hlavní veřejné vyšetřování, které vedl bývalý Lord advokát, Peter Fraser, se zajímalo o uchycení konstrukce a započalo roku 2003. Vyšetřování bylo uzavřeno v září 2004 a kritizovalo vedení celého projektu z realizace mnoha významných konstrukčních změn, které byly provedeny a které měly dopad na výslednou cenu. Navzdory kritikům a smíšené reakci veřejnosti, budovu uvítali architektoničtí akademikové a kritika. Budova má za cíl představit na básnické úrovni spojení mezi skotskou krajinou, jejím lidem, její kulturou a městem Edinburghem. Za tento přístup budova parlamentu získala řadu ocenění, včetně Stirling Prize 2005 a byla popisována jako „husarský kousek umění a řemesel a kvality, bez srovnání za posledních 100 let britské architektury“.

## Umístění

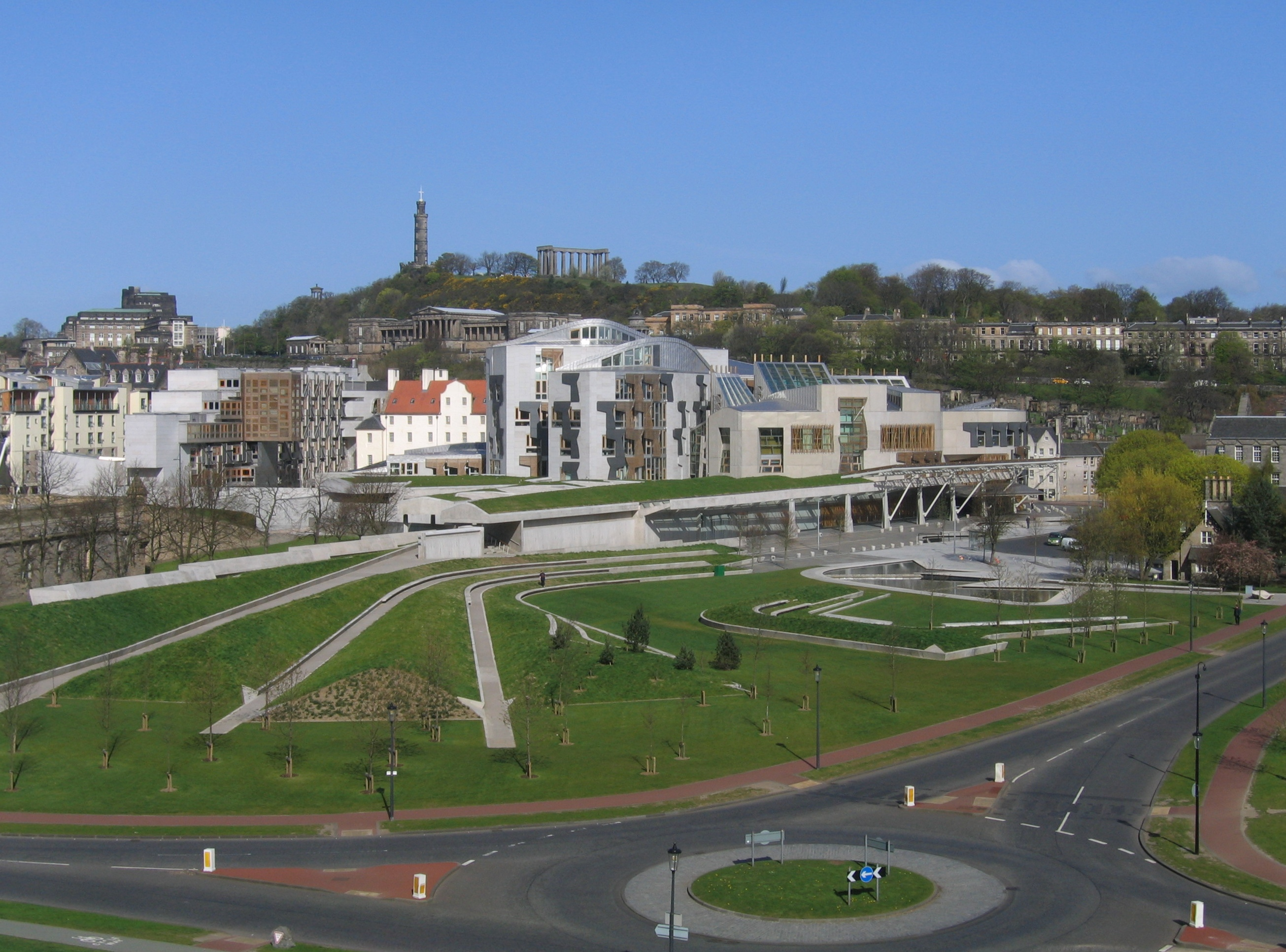
Nová budova skotského parlamentu v Holyroodu, vytvořená katalánským architektem Enricem Mirallesem a otevřená v říjnu 2004

Komplex stojí na ploše velké asi 1,6 ha, umístěné cca 1 km na východ od centra Edinburghu na okraji starého města. Na tomto pozemku dříve sídlilo ředitelství pivovaru "Scottish and Newcastle". Hranici území tvoří na severu ulice Canongate, součást Královské Míle, na západě Reid's Close a na východě Horse Wynd. Na jihu je hranicí populárně-vědecké centrum Our Dynamic Earth, otevřené v červenci 1999, a ulice Queen's Drive, fakticky hranice se samotným Holyroodským parkem.
V bezprostřední blízkosti budovy je Palác Holyroodských, který též hraničí s rozsáhlým Holyroodským parkem. Na jih od parlamentního komplexu jsou strmé svahy a skaliska Křesla Arthura salisburského. Oblasti Holyrood a Dumbiedykes na západ od budov parlamentu prochází od roku 1998 rozsáhlou modernizací a vzniká nová obchodní, hotelová a kancelářská zástavba, včetně nových kanceláří skotského nakladatelství The Scotsman Publications Limited (TSPL).

## Projekt
Do roku 1707 bylo Skotské království suverénním samostatným státem, který měl svůj vlastní zákonodárný sbor, jež se scházel v budově parlamentu na Královské Míli v Edinburghu. Zákonem o unii z roku 1707, který vytvořil nedělitelnou politickou unii mezi královstvími Skotska a Anglie, byly oba tehdejší národní parlamenty sloučeny do parlamentu Velké Británie, který byl umístěn v paláci Westminster v Londýně. Následkem toho bylo Skotsko dalších 292 let řízeno přímo z Londýna, aniž by zákonodárci nebo parlament měli vlastní budovu.
V referendu skotští voliči dne 11. září 1997 schválili zřízení přímo voleného skotského parlamentu, který měl řešit právní předpisy pro většinu domácích záležitostí. V návaznosti na toto Skotský úřad pod vedením tehdejšího státního tajemníka pro Skotsko Donalda Dewara rozhodl, že z tohoto důvodu bude v Edinburghu postavena nová budova skotského parlamentu.
Původně byly zvažovány tři lokality v okolí Edinburghu, včetně domu svatoondřejských, domů skotské kanceláře – pozdější skotské vlády, Victoria Quay v docích Leith či Haymarket na západním konci města. Holyrood nebyl na seznamu kandidátů od začátku, protože panoval názor, že budovy nebude možné postavit v požadovaném časovém horizontu. Nicméně jednání s pivovarnickou společností Scottish and Newcastle, která pozemky vlastnila, vyústila v dohodu o tom, že bude možné místo uvolnit na začátku roku 1999. V důsledku toho se ministři pro Skotsko shodli, že Holyrood přidají na seznam navržených lokalit. Skotská kancelář zadala studie proveditelnosti ve vymezených oblastech na konci roku 1997 a v lednu 1998 byl Holyrood definitivně vybrán.
V návaznosti na výběr lokality Skotský úřad oznámil, že se bude konat mezinárodní soutěž o nejlepšího návrh nové budovy parlamentu. Návrhový výbor byl ustanoven pod vedením státního tajemníka Donalda Dewara, a byl pověřen výběrem těch nejlepších návrhů. Návrhy předložili mezinárodně uznávaní architekti jako Rafael Viñoly, Michael Wilford a Richard Meier. Dvanáct návrhů vybraných v březnu 1998 se vzápětí v květnu smrsklo na pět. Těchto pět finálních návrhů bylo rozmístěno na veřejných tabulích po celém Skotsku v červnu 1998. Zpětná vazba od veřejnosti ukázala, že nejoblíbenějšími byly návrhy španělského architekta Enrica Mirallese. Návrhářský tým vzal veřejné mínění v úvahu a vyzval všech pět účastníků užšího finále, aby prezentovali své návrhy před ohlášením vítěze.
Dne 6. července 1998 bylo vyhlášeno, že vyhrál návrh Enrica Mirallese, přičemž finalizaci projektu měla provést španělsko-skotská projektantská společnost EMBT/RMJM (Skotsko) Ltd na bázi joint venture, vytvořená speciálně pro tento projekt. Stavební práce, které měla na starosti společnost Bovis, byly zahájeny v červnu 1999 demolicí pivovaru Scottish and Newcastle. Skotští poslanci se začali přesouvat do komplexu budov v létě roku 2004. Členové parlamentu v budově poprvé zasedali 7. září 2004. Formálně však byla budova otevřena až 9. října 2004 za přítomnosti královny Alžběty II. Enric Miralles se však dokončení již nedožil.

## Komplex budov
| „                      | Nechceme zapomínat, že skotský parlament bude v Edinburghu, ale bude patřit do Skotska, do skotské země. Parlament by měl být schopen zohlednit místo, které zastupuje. Budova by měla vzniknout z nakloněné základny Arthurova křesla a přijet do města jakoby téměř stoupající ze skály. | “ |
| — Enric Miralles, 1999 | |   |

Miralles se snažil navrhnout budovu, která by mohla představovat a prezentovat národní identitu. Tato obtížná otázka byla dříve řešena pomocí vytlačování otázky identity Skotska. V charakteristicky poetickém přístupu mluvil o obrážení budovy ze země "v podobě spojování situace: amfiteátr, který vyplynul z Arthurova křesla." jakoby stavba odrážela dialog mezi krajinou a jednáním lidí, kteří v ní sedí. Takže prvním cílem projektu bylo otevření objektu a jeho veřejných prostranství, a to nejen do Edinburghu, ale obecněji jako pojmutí skotské krajiny. Miralles měl v úmyslu pomocí parlamentu utvořit konec Canongate – "jež nebude jen další budovou na ulici ... je třeba posílit stávající kvality lokality a jejího okolí. V subtilní hře s některými názory a politickými důsledky."
Výsledkem je nehierarchická, organická sbírka nízko ležících budov, umožňujících splynutí názorů s okolní drsnou krajinou a symbolizují spojení mezi přírodou a Skoty. V důsledku toho budova má mnoho prvků spojených s přírodou a zemí, jako jsou listy ve tvaru motivu střešní zahrady v budově lobbistů a velká okna nad diskusní místností a komise, a věžovité budovy, jejíž čela se široce rozklání na Holyrood Park, Arthurovo křeslo a Salisburská skaliska. Uvnitř budovy je připojení k území posíleno použitím skotského kamene jako rula a žula na podlahy a stěny, a použitím dubu a javoru klen v provedení nábytku.
Parlament je vlastně areál několika budov, které odrážejí různé architektonické styly, s celkovou podlahovou plochou 31 000 metrů čtverečních, která poskytuje ubytování poslancům, jejich pobočníkům a parlamentním zaměstnancům. Stavby mají řadu funkcí, přičemž nejvýraznější je dle vnější charakteristiky střecha budovy Věž, údajně připomínající obrácenou lodí na pobřeží. Inspirace přišla díky stodolám Edwina Lutyense, vyrobených z bývalých člunů na herinky, které Miralles viděl při návštěvě Lindisfarne v Northumberland. Traduje se, že na první setkání přišel Miralles vyzbrojený několika větvemi a listím, vrazil je na stůl a prohlásil: "Toto je skotský parlament", posilujíce jedinečný a abstraktní charakter parlamentního areálu.
Na severozápadní hranici pozemku, tedy v poslaneckých budovách, Queensberrském domě a Canongate, chtěl stavbou posílit stávající model středověké ulice "vyjadřující intimitu s městem a jeho občany". Jiho-východní aspekt komplexu je extenzivně krajinářský. Betonové "bloky", kryté běžným trávníkem a divokou trávou, rozšiřující se od parlamentních budov, nutí veřejnost si někam sednout a relaxovat. Domácí skotské květy a rostliny pokrývají většinu oblasti, míchají parlament s blízkým Holyroodským parkem a Salisburskými skalisky. V parku jsou též vysázeny duby, jeřáby, lípy a třešně. Území přiléhá k krajinářské ploše areálu, kde se setkává s Horse Wynd je řešeno jako otevřený plán náměstí, se stojany na kola, sezením a venkovním osvětlením ve tvaru skály, začleněným do betonové dlažby. Tři charakteristické vlastnosti vody poskytují dokreslení této oblasti.

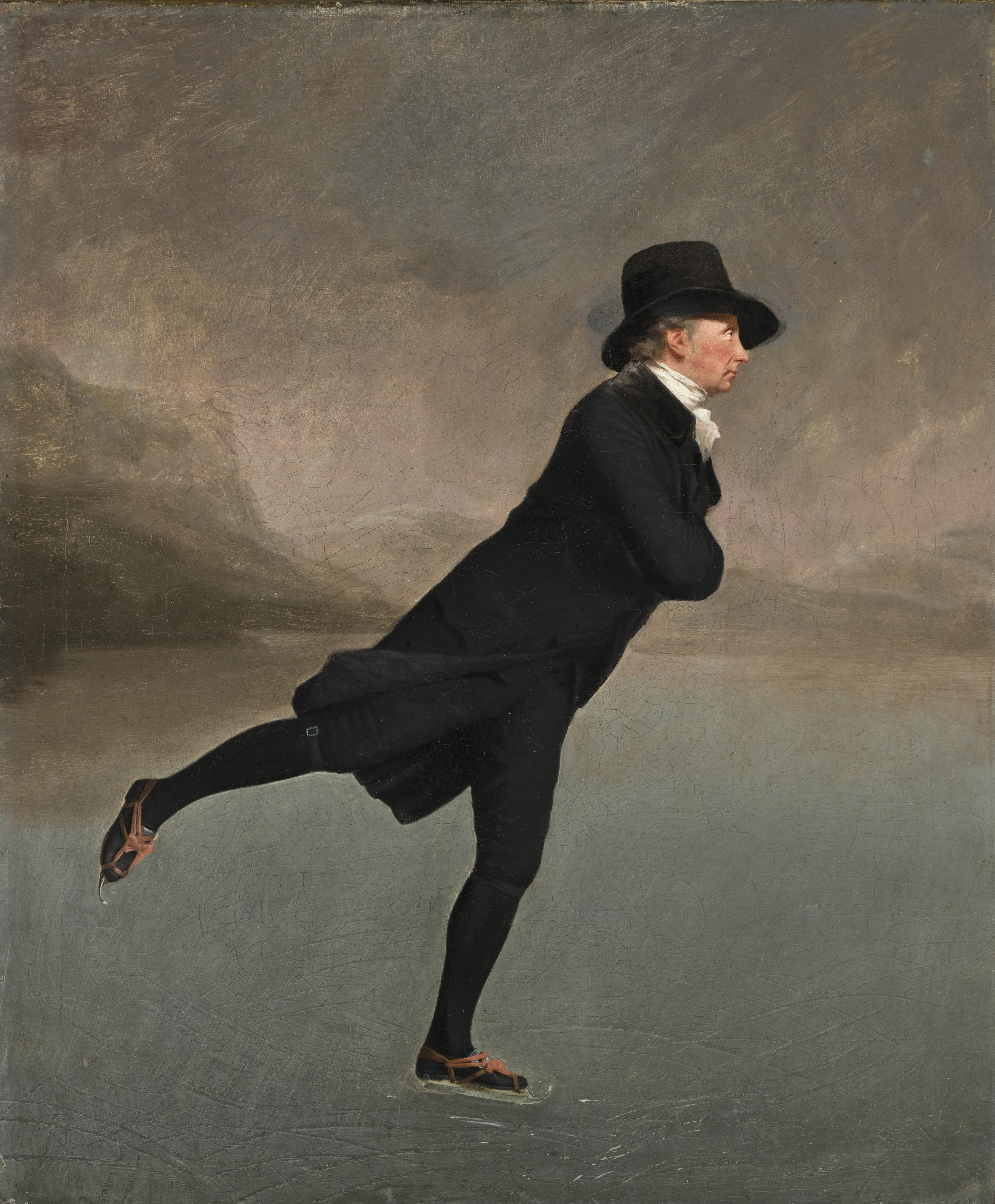
Malba Henryho Raeburna Bruslící pastor

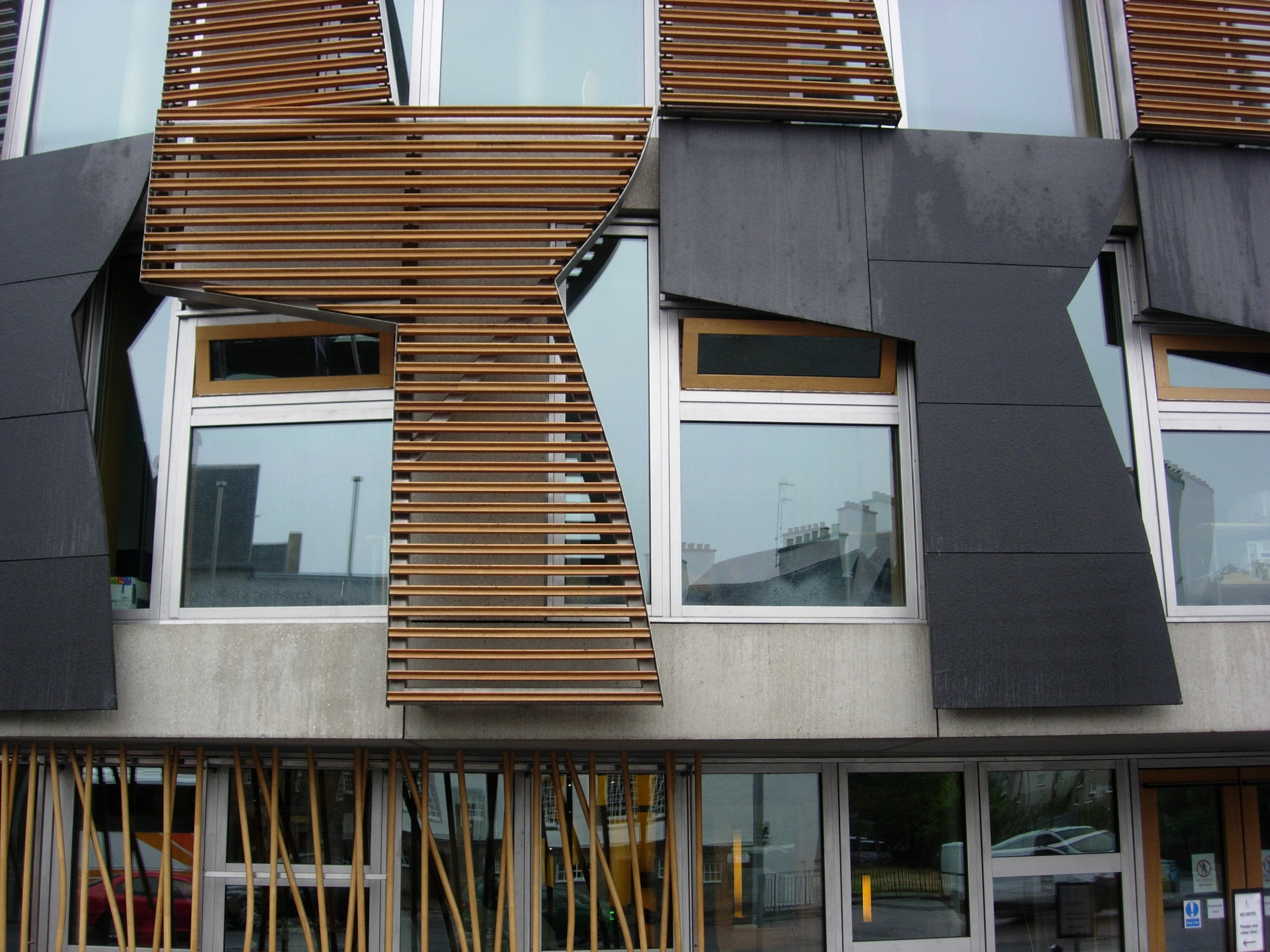
"Spouštěcí panely" jako abstrakce bruslícího pastora nebo opona vykreslená z oken.

Odkazy na skotskou kulturu se odrážejí také ve stavebnictví a to zejména ve výšce některých budov. Existuje řada "spouštěcích panelů", vyrobených ze dřeva nebo žuly. Ne každému po chuti, také s tímto byly navrženy, aby reprezentovaly kovadliny, vysoušeče vlasů, zbraně, otazníky nebo dokonce srpy a kladiva. Krátce po oficiálním zprovoznění stavby, Benedetta Tagliabue, vdova po Enricu Mirallesovi, odhalila, že designem je jednoduše okenná opona posunutá zpátky. Její zesnulý manžel však velmi rád používal nejednoznačné formulace s více významy a dříve řekl, že by profilem rád vyvolat ikonu skotské kultury, malbu reverenda Walkera, jak bruslí na ledu. Architektonický kritik Charles Jencks to považuje za zvláště vhodnou metaforu pro vyvážený pohyb a demokratickou diskusi a rovněž konstatuje, poněkud ironicky, že Miralles příliš bruslí na tenkém ledě s plány na výstavbu. Jinde, ve veřejném prostoru pod diskuzním sálem, zakřivené betonové klenby tvoří různá stylizovaná provedení skotské vlajky. Zde architekt užívá další metaforu; umístěním zasedacího sálu přímo nad veřejný prostor se snaží poslancům připomenout, že sedí v sále, který svou moc odvozuje od lidí pod nimi.

### Zasedací sál

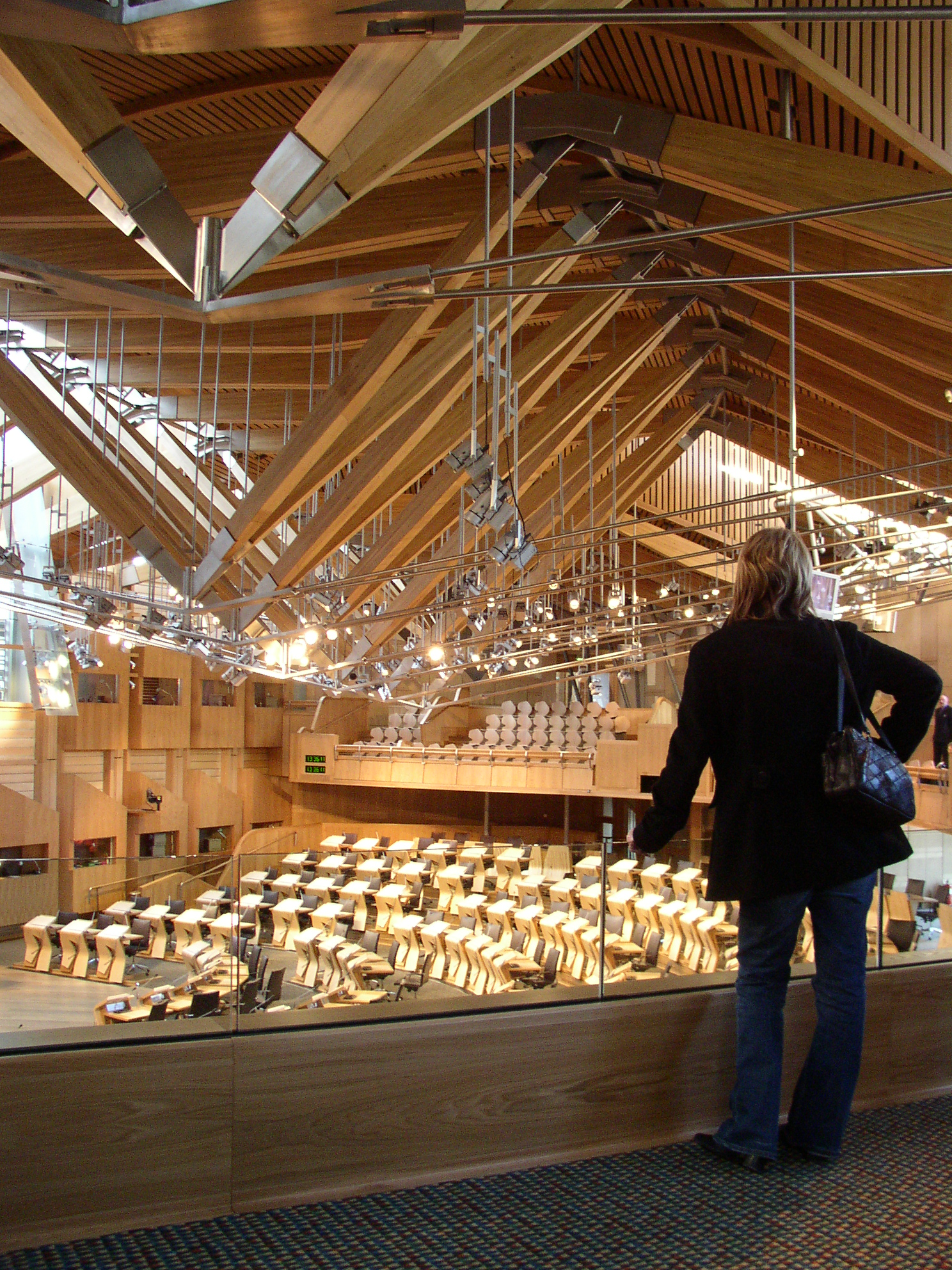
Pohled na střešní strukturu zasedacího sálu, v němž jsou sedadla umístěna do podkovy, na rozdíl od konfrontačního stylu Westminsterského ražení.

Zasedací sál má tvar mělké eliptické podkovy sedadel poslanců, přičemž členové vládnoucí strany sedí uprostřed polokruhu a opoziční strany naproti, podobně jako u jiných evropských zákonodárných sborů. Takové uspořádání je určeno k rozmazání politického rozdělení a má především odrážet přání podpořit konsensus mezi zvolenými členy. To je v kontrastu k "nepřátelskému" rozložení připomínající styl Westminsteru a obdobných národních zákonodárných sborů, včetně Sněmovny zastupitelů, kde vláda a opozice sedí proti sobě. Je zde 131 míst pro všechny zvolené členy skotského parlamentu a skotské vlády. Desky jsou vyrobeny z dubu a javoru klen a jsou vybaveny pultíky, obsahujícími mikrofon, vestavěné reproduktory, a elektronické hlasovací zařízení používané poslanci. Galerie výše může pojmout celkem 255 členů veřejnosti, 18 hostů a 34 novinářů.
Nejpozoruhodnější na místnosti je střecha. Ta je nesena strukturou laminovaných dubových trámů, spojených celkem 112 konektory z nerezové oceli (každý je přitom trochu jiný), které jsou zavěšené přes ocelové tyče do zdí. Spojovací uzly byly vyráběny svářeči skotského ropného průmyslu. Tato struktura umožnila postavit místnost s rozpětím přes 30 metrů bez jediného podpůrného sloupu. Při vstupu do místnosti poslanci podchází kamenný překlad -Arniston Stone, který byl do roku 1707 součástí původní budovy parlamentu. Použití Arniston Stone ve struktuře zasedacího sálu symbolizuje spojení mezi historickým parlamentem Skotska a jeho současným nástupcem.

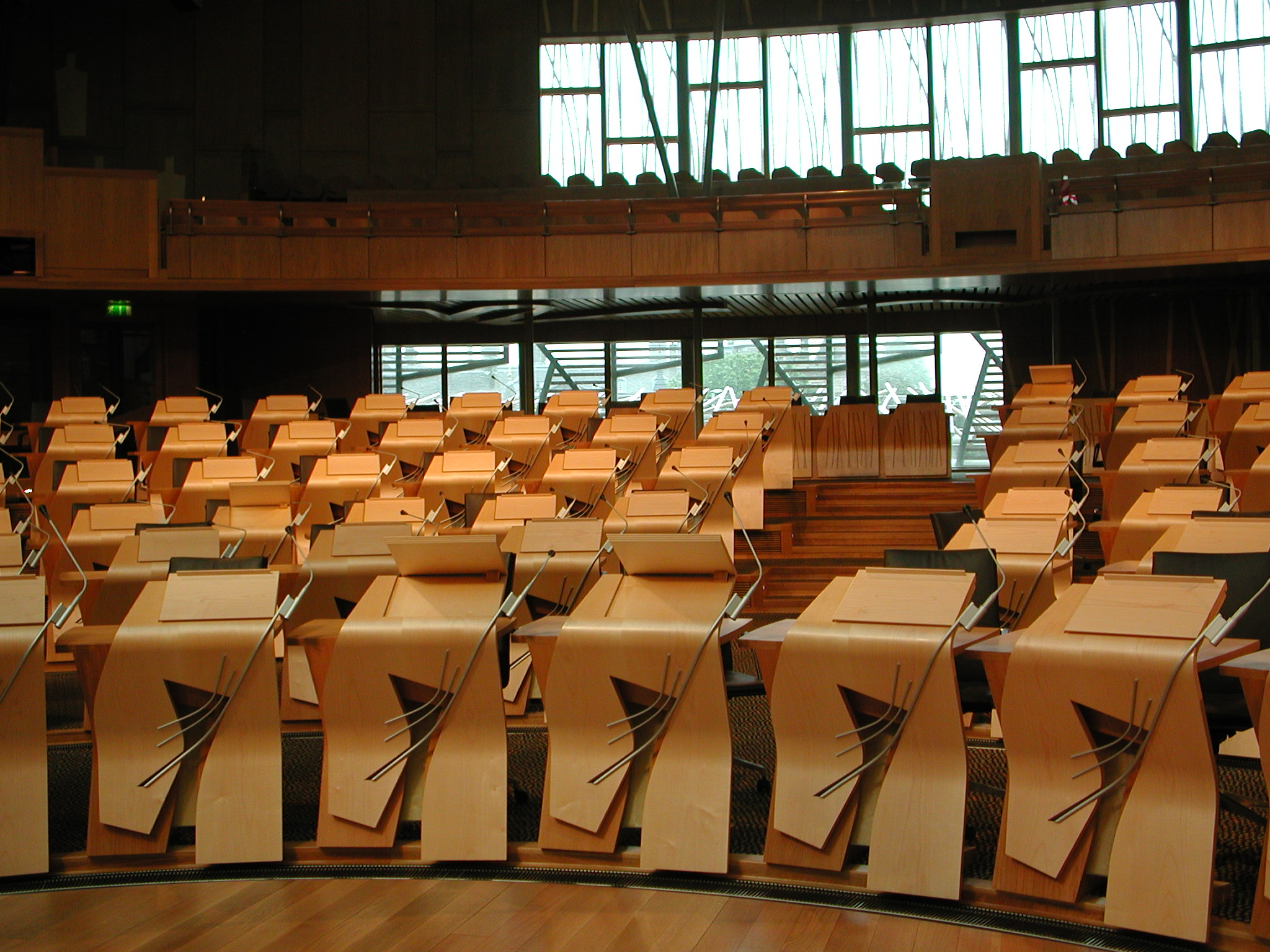
Detail poslaneckých míst

Na západní stěně zasedacího sálu jsou vrstvené panely různých tvarů, které mají dát sálu lidský rozměr. V noci vnější světlo září přes skleněné panely a dopadá na pulty poslanců a vyvolává tak dojem, že sál není nikdy prázdný. Přirozené světlo se šíří do sálu skrz "skleněné ploutve", které stékají z osvětlených prostor ve stropě. Průhledy ze sálu jsou záměrně směrovány do krajiny a města, aby vizuálně propojily poslance se Skotskem. Potřeby moderního parlamentu, kamery, elektronické hlasování a poslanecké konzole byly transformovány v práci všech řemesel a umění, zobrazujíce křivky a motivy listí, jež odkazují na zbytek budovy. Úroveň řemeslného zpracování, výsledek spojení Mirallesova designu, vynikající detaily od RMJM a vynikající provedení, díky nimž Jencks konstatoval, že [Parlament] je "umělecká a řemeslná stavba, postavená s vysokým technickým vkusem. Jeden se musí vrátit zpátky do budovy parlamentu v Londýně, aby se dostal do interiéru takové vysoké úrovně – ačkoliv tohle je ještě více kreativní".

### Zahrada lobbistů
Zahrada lobbistů je uprostřed parlamentního komplexu a spojuje diskuzní sál, pokoje výborů a správních úřadů Věže, s Queensberrským domem a poslaneckou budovou. Zahrada je místo, kde probíhají oficiální události, či se konají televizní rozhovory a je používána jako otevřený sociální prostor poslanců a parlamentních zaměstnanců. Hlavním rysem zahrady lobbistů jsou světlíky, které při pohledu shora připomínají listí nebo raně křesťanské "měchýřovité" tvary a umožňují vstup přirozeného světla do budovy. Světlíky jsou vyrobeny z nerezové oceli a sklo je pokryto mříží z masivních dubových vzpěr. Cesta skrz zahrady lobbistů k hlavnímu schodišti k diskuznímu sálu je popisováno jako "jeden z velkých procesních cest v soudobé architektuře."

### Poslanecký blok

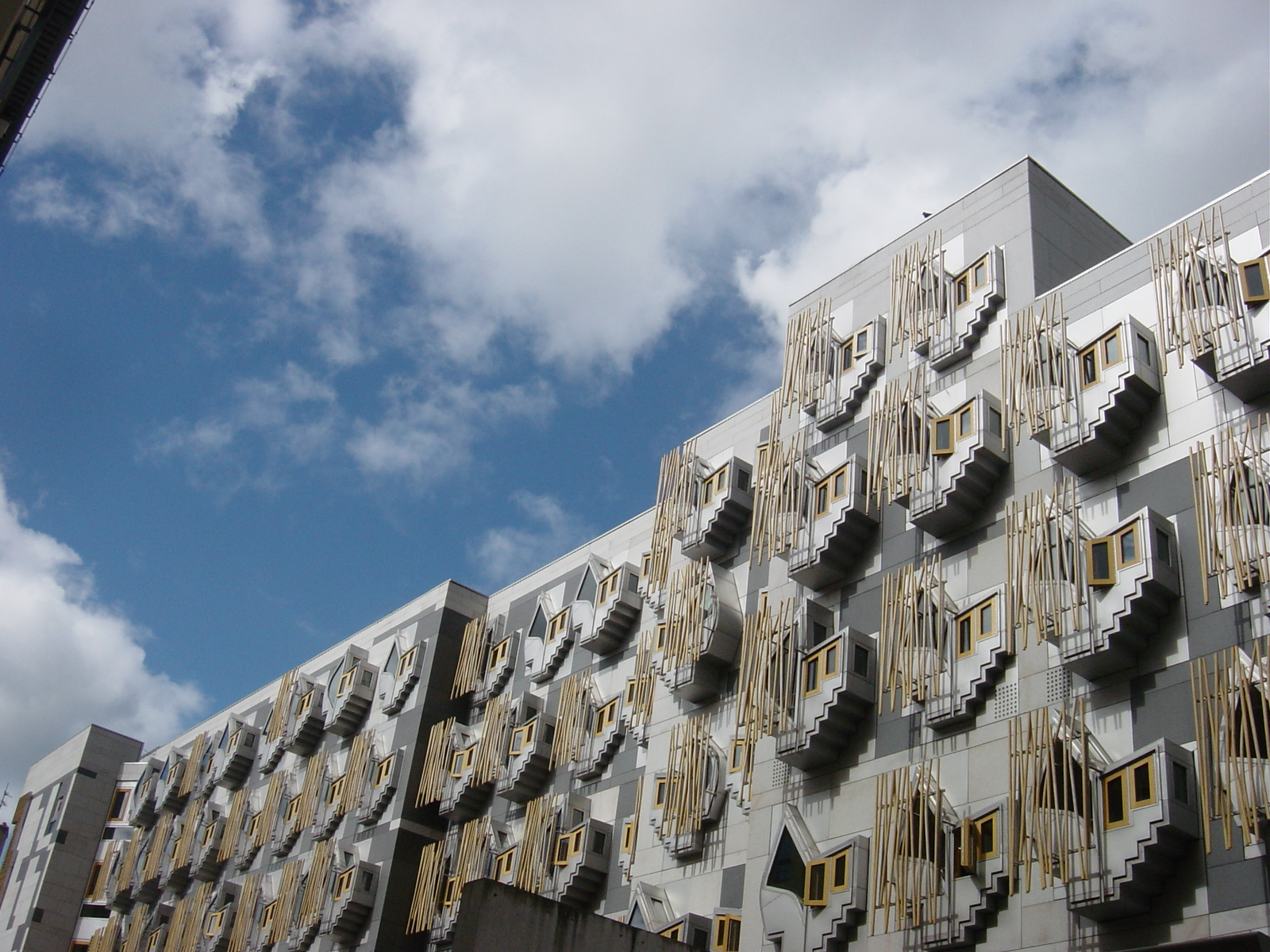
Rozlišovací okna poslanecké budovy inspirovaná kultovním obrazem Henryho Raeburna – Bruslící pastor

Poslanecký blok je napojen na Věž a zahradu lobbistů a stojí na západním konci parlamentního komplexu a uzavírá přiléhající Reid's Close. Blok obsahuje kancelář pro každého poslance a dva zaměstnance, vybavenou nábytkem na zakázku. Budova má mezi čtyřmi a šesti podlažími na výšku a je kryta žulou. Poslanci zabírají 108 z celkových 114 pokojů v budově. Každá kancelář je rozdělena na dvě části – jedna pro poslance, s obytnou plochou 15 metrů čtverečních, a druhá pro jejich pomocníky, která má podlahovou plochu 12 metrů čtverečních. Nejvýraznější rys poslaneckého bloku jsou neobvyklá okna, která vyčnívají ven z budovy na západním vrcholu parlamentního komplexu, inspirované kombinací opakujících se motivů liasí a tradičních skotských vystouplých štítů. V každé kanceláři, tyto arkýře mají křeslo a regály a mají sloužit jako "kontemplace mezery". Jsou vyrobeny z nerezové oceli s rámem s dubovými svazy překrývajícími sklo. Okna jsou navrženy tak, aby poslancům poskytovala soukromí a sluneční stín. Na tento design oken padla od některých poslanců kritika, neboť prý návrh blokuje přirozené světlo v jejich kancelářích. Aby nebyla západní strany budovy uniformní, okna vyčnívají v různých šířkách a úhlech. Na svém severním konci je budova vysoká šest pater (přízemí plus pět), na jižním sestupuje do čtyř podlaží (přízemí plus tři podzemní).

## Kritická reakce
Reakce veřejnosti na konstrukci stavby byly smíšené. V prvních 6 měsících stavby, kdy byla otevřena pro veřejnost, ji navštívilo 250.000 lidí, což předsedající úředník George Reid označil za "hlasování nohama ". Kritici stavby, jako poslanec Margo MacDonald, poukazovali na to, že vysoký počet návštěvníků nedokazuje, že každý z nich s budovou souhlasí. Podobně jako náklady, kritikům stavby vadí především moderní a abstraktní architektura, kvalita stavebních prací a umístění stavby.
Smíšené reakce veřejnosti ostře kontrastují s reakcí architektonických kritiků. Bezuzdná složitost, ikonografie a vrstvení významů a metafory je všeobecně považováno za výslednou budovu, která je "velmi jedlá". Tato výzva Catherine Slessorové, psaná v Architectural Review, ji popisuje jako "Keltsko-Katalánský koktejl, co rozfoukne myšlenky a peníze, co nehraje bezpečně, energicky tvořící nový národní romantismus přepsaný pro jednadvacáté století." Jencks se pokusil ztlumit kritiku o překročení nákladů otázkou, za jakou 'hodnotu peněz' by měl být souzen. Pro něj tato budova není jen funkční nebo ekonomické podnikání, je ukázkou národní identity a ve srovnání s jinými srovnatelnými parlamenty, v neposlední řadě Westminsterského paláce, tvrdí, je cena srovnatelná. Chválil koncepci budovy, a to zejména v tom, jak se znovuvytváří tradiční skotské zaměření na kontinentální Evropu a její hodnoty prostřednictvím svého uspořádání neoddiskutovatelné sněmovny a vytváření veřejných prostranství před budovou, "kde se mohou lidé setkat a vyjádřit svůj názor jako jedna síla". V čase Bilbaova efektu a kultovní stavby, Jencks měl dojem, že spíše než monumentální stavbu, jak je obvyklé pro balík památek, budova vytváří komplexní spojení přírody a kultury, které hnízdí vedle sebe v krajině.
Budova také získala řadu ocenění, včetně ocenění na VIII bienále španělské architektury, RIAS cenu Andrewa Doolana za architekturu a 2005 Stirlingovu cenu, nejprestižnější britskou cenu za architekturu. Zahrnutím budovy skotského parlamentu na seznam kandidátů na Stirling Prize v roce 2004, vedlo porotu k popisu objektu jako "prohlášení o šumivé excelenci". V říjnu 2005 byla budova označena jako 4. nejlepší skotská moderní budova čtenáři časopisu Prospect.

## Potíže

### Jak rostla cena
Konstrukce budovy skotského parlamentu vyvolala polemiku v několika ohledech. Rostoucí náklady a využívání veřejných peněz na financování projektů utvořily značné spory. Počáteční odhady pro výstavbu nové budovy se předpokládaly v rozmezí 10 – 40 milionů liber v roce 1997. Od počátku roku 2004 se celkové náklady projektu odhadují a nakonec byla stanovena cena na 430 milionů liber, přibližně desetkrát větší.
| Datum             | Cena           | Důvod |
| ----------------- | -------------- | --- |
| 24. července 1997 | cca 10-40m GBP | První plánování nákladů poskytnuté Skotským úřadem pro ubytování poslanců u nového skotského parlamentu. Odhad nebere v úvahu umístění nebo provedení všech nových budov. |
| 6. července 1998  | 50-55m GBP     | Je vybrán Mirallesův design a revidován odhad ceny aktualizací předběžných údajů. Je uznáno, že první nástřel byl založen na místě o výměře 16000 m² na bývalých průmyslových pozemcích v Leith, Haymarketu nebo Holyroodu. Údaj nezahrnuje DPH a náklady na staveniště. |
| 17. června 1999   | 109m GBP       | První ministr, Donald Dewar předběžně odhaduje náklady na 109 milionů liber. Zvýšená částka bere v úvahu poplatky za poradenství, cenu pozemků, demolice, DPH, archeologické práce a jakékoliv další případné potíže. |
| 5. dubna 2000     | 195m GBP       | Odhad stoupá o dalších 86 milionů. |
| Listopad 2001     | 241m GBP       | Jsou oficiálně publikovány nové údaje, zohledňující změny propozic a významné konstrukční změny, oproti předchozímu roku, vyplývající ze změn v návrhu. Rostoucím nákladům jsou také připisovány stavební problémy vyplývající ze snahy dokončit budování v květnu roku 2003. Vedoucí úředník Lord David Steel informuje Finanční výbor skotského parlamentu, že natáhnutím splátkového kalendáře prací taktéž rostou náklady.                                         |
| Prosinec 2002     | cca 300m GBP   | Zvýšení nákladů na 295 milionů liber v říjnu 2002, jde údajně na vrub zvýšení bezpečnosti, v rámci něhož se objevují požadavky, aby do zateplení vnějšího pláště přišla též vrstva odolná výbuchu. Stoupající náklady jsou též připisovány "skrytým poplatkům" v rámci stavby a do prosince 2002 "pokračující zpoždění" zvyšuje náklady nad hranici 300 milionů liber. Termín dostavby budovy znovu padá a plán na velké "Slavnostní zahájení" je odložen na neurčito. |
| Září 2003         | 400m GPB       | V červenci nový řídící úředník, George Reid, vydává svou první "měsíční zprávu" o nákladech a časovém harmonogramu stavby a odhaduje cenu na 373.9 milionů liber. Na základě této zprávy je vytvořena nová představa o ceně za celkové poradenství, která činí 50 milionů. V září náklady lámou mez 400 milionů liber a jsou vysvětlovány stavebními problémy v interiéru budovy.                                                                                      |
| Únor 2004         | 430m+ GPB      | Náklady znovu stoupají kvůli dalším problémům s výstavbou. Oficiální zahájení provozu je předběžně dáno na "někdy" v roce 2005, ačkoliv nakonec je budova otevřena již v říjnu. |
| Únor 2007         | 414.4m GPB     | Vyhlášena konečná cena od skotského parlamentu korporace, snížení předchozího odhadu o 16.1 milionů liber |

### Kontroverze

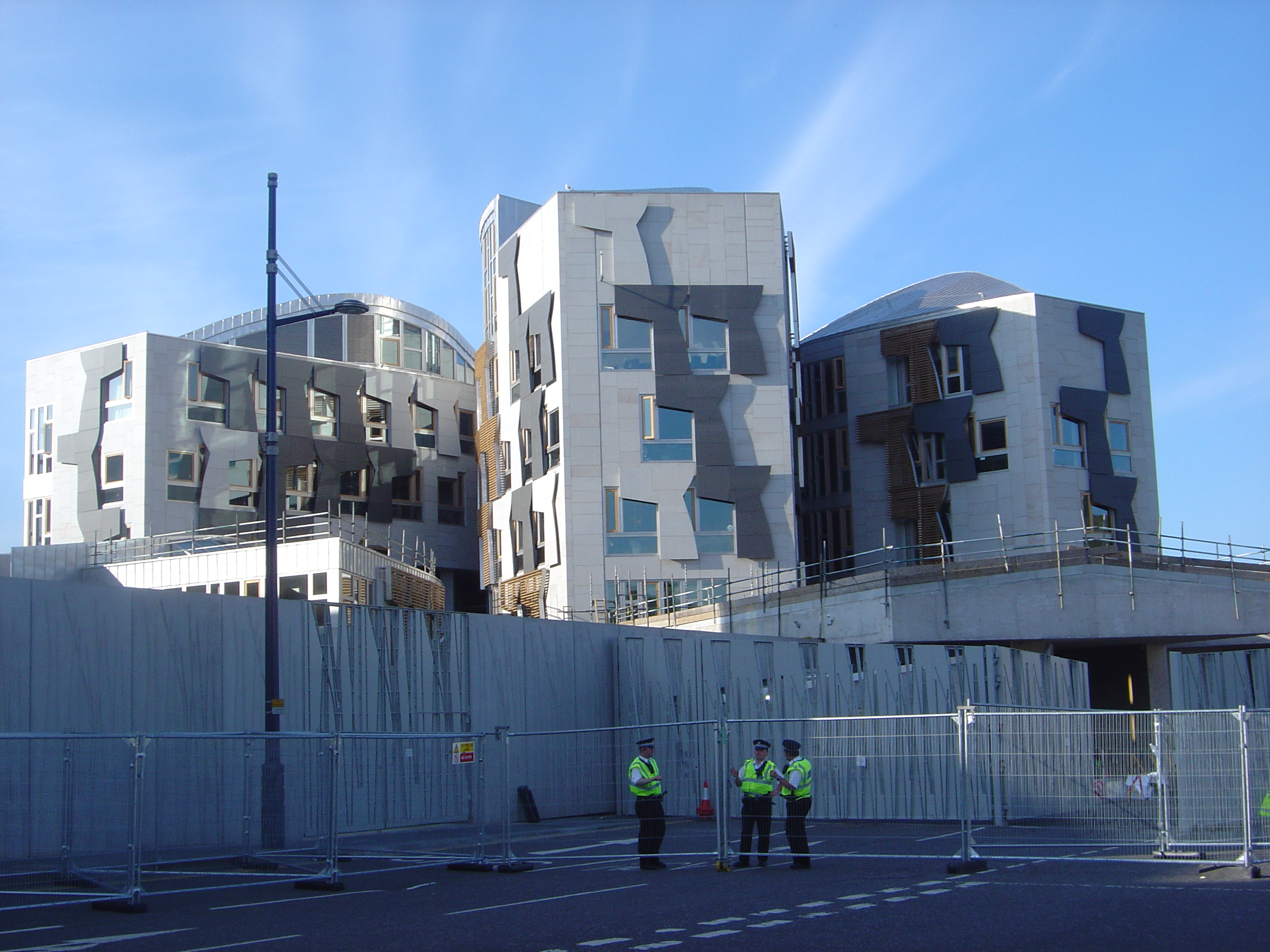
Unikátní architektura budovy komplikovala designérské změny a "přifukovala" cenu.

Bez ohledu na množství utopených financí, budova skotského parlamentu je též kontroverzní v mnoha dalších směrech: rozhodnutí o výstavbě zcela nové budovy, výběru místa, výběru zahraničního architekta a výběru společnosti Bovis jako stavaře poté, co byla předtím vyloučena z užšího výběru. V roce 1997 byly náklady na výstavbu nové budovy parlamentu počítány na 40 milionů liber, což je částka prezentovaná Skotským úřadem především pro zářijové referendum a následně rozšířena o ubytování poslanců. Další kontroverzní rozhodnutí přišlo ohledně výběru Holyroodu, jakožto místa přidaného do seznamu lokalit, která mají být zvažována, a odmítnutí Královské vysoké školy v Calton Hill, dlouhodobě považované za domov skotského parlamentu. Po formální návštěvě na Královské vysoké škole dne 30. května 1997, Dewar a jeho asistenti ji zamítli jako nevhodnou z důvodu velikosti a umístění.
Ke dni 1. června 1999, v době rostoucích nákladů, kontrola stavby přešla od skotského úřadu na mezipartajní parlamentní korporaci (SPCB), v čele s vedoucím korporace, Sirem Davidem Steelem. Nárůst nákladů pramenil z potřeby stavbu přizpůsobit parlamentním zaměstnancům s ohledem na jejich vyšší znalosti o práci parlamentu, nutných výstupů a umístění na Královské Míli, kde byly známé značné problémy s místem. Se zvýšením zamýšlené ceny a zvýšeného zájmu médií ohledně projektu, proběhla debata poslanců skotského parlamentu o tom, zda pokračovat s výstavbou. Hlasování dne 17. června 1999 vyšlo většinou 66 ku 57 ve prospěch dokončení projektu.
V srpnu 1999 architekt informoval projektanty, že parlament bude třeba dále rozšířit na 4000 metrů čtverečních. Z následné kalkulace vyplývá, že s přihlédnutím ke zvýšené ploše podlah, čisté náklady na výstavbu vzrostou na 115 milionů v září 1999. Na začátku roku 2000, SPCB řešila nezávislou zprávu architekta Johna Spencelyho. Zpráva dospěla k závěru, že mohlo být uspořeno 20% nákladů ve stávajícím projektu, a že změna lokality i s demolicemi by v této fázi stála dalších 30 milionů. Spencely také poukazuje na mizernou komunikaci mezi SPCB a stavebními úředníky, což cenu dále zvyšuje. S ohledem na výsledky Spencelyho zprávy, poslanci v diskusi ve skotském parlamentu ze dne 5. dubna 2000 odhlasovali pokračování projektu výstavby na místě Holyrood.
Dokončení projektu rovněž komplikuje smrt Mirallese v červenci 2000, Dewara v říjnu a existence více vedoucích z řad SPCB, předsedajícího úřadu a architektonického dozoru. Během výstavby též přešly pravomoci klienta na Skotskou vládu (dříve Skotský úřad). Následně události 11. září vedly k návrhu dalších změn, zejména s ohledem na vyšší bezpečnost, což opět zvýšilo náklady. Nicméně vedení později odmítlo, že "největším" faktorem, který ovlivnil zvýšené náklady na projekt, byla právě změna konstrukcí s ohledem na bezpečnost.
Do března roku 2004 náklady dosáhly částky 430 milionů (ve srovnání s původním rozpočtem na cca 55 milionů v červenci 1998, kdy byli jmenováni architekti). To se rovná 85 librám od každého z 5,1 milionů lidí ve Skotsku. Zpráva zveřejněná generálním auditorem pro Skotsko v červenci 2004, přesně označila prvky, které přispěly ke zvýšení nákladů a pozdějšímu datu dokončení. Jeho zpráva kritizovala celkové řízení projektu a uvedla, že kdyby řízení a proces výstavby byly provedeny lépe, mohly náklady klesnout. Zpráva se též pokouší zjistit důvody, proč došlo ke zvýšení nákladů z 195 milionů liber od září 2000 k 431 milionům v únoru 2004 a dospívá k závěru, že hlavním faktorem bylo více než 2000 konstrukčních změn na projektu. Budova byla nakonec zkolaudována v létě 2004, oficiálně zahájila provoz v říjnu téhož roku, o tři roky později oproti plánu.

## Případ Fraser
V květnu 2003 První ministr Jack McConnell oznámil veřejné vyšetřování zpracování stavebního projektu. Vyšetřovací komise (známé jako Holyroodské šetření, nebo případ Fraser) byla řízená lordem Fraserem z Carmyllie a vedená Skotským zemským tribunálem v Edinburghu. Komise udělala seznamy od všech architektů, civilních pracovníků, politiků a stavebních firem. Důkazy byly pořízeny v průběhu 49 slyšení a závěrečná zpráva má na 300 stran.

### Kritika
Při prezentaci své zprávy v září 2004, Lord Fraser vyprávěl, jak se "diví", že rok od roku ministři, kteří měli stavbu na starosti, byli tak slepě vedeni ke zvyšování odhadů nákladů. Rovněž uvedl, že budovy Parlamentu dostatečného rozsahu by nikdy nebyly postaveny za méně než 50 milionů liber, a byl "překvapen", že tak dlouho trvalo přesvědčení, že by mohla být cena udržena. Věřil, že nejpozději od dubna 2000, kdy prověřili Spencelyho zprávu, měli poslanci rozhodnout, zda by stavba měla pokračovat. Měli si uvědomit, že budova je vázána na náklady přesahující 200 milionů liber. Kromě toho, 150 milionů je v konečných nákladech zbytečných a byly vynaloženy v důsledku úprav designu, příliš optimistickému programu a nejisté správě.
Ačkoliv že má jen obrys původního designu, designéři RMJM / EMBT (Skotsko) Ltd nepodloženě uvedli, že budova by mohla být dokončena do 50 milionového rozpočtu. Nicméně, v tyto odhady věřili úředníci. Dvě architektonické kanceláře v RMJM a EMBT joint venture pracovaly nefunkčně a nedokázaly se vzájemně efektivně dohodnout, natož s projektovým manažerem. Smrt Mirallese také přispěla k významnému období nesouladu. Instrukce zdůrazňovaly význam designu a kvality nad náklady a nebyly, i přes značný vývoj designu, aktualizovány. Ministři nebyli informováni o vážných obavách Skotského úřadu na množství nákladů na projekt a úředníci nepřijali rady konzultantů ohledně nákladů.
Skotský úřad rozhodl obstarat stavební práce v rámci "smlouvy o stavebním řízení", a nikoli skrz PPP, aby se zvýšila rychlost výstavby, ale bez řádného posouzení finančního rizika, a přitom – v rozhodnutí uvedl, že Fraser "neuvěřitelné" – bez předložení ministrům ke schválení. To bylo jedno ze dvou největších chybných rozhodnutí, které ze zprávy vybral, druhé bylo důraz na dodržení programu. Úředníci rozhodli, že rychlá stavba nové budovy měla být prioritou, ale že kvalita by měla být zachována. Bylo tedy nevyhnutelné, že náklady velmi vylétly. Klient byl posedlý včasným dokončením a nedokázal pochopit dopad na cenu a termíny dokončení, pokud bude vyžadovat vysoce kvalitní práci a kompletní realizace. Ve snaze dosáhnout včasného dokončení, management dodavatele produkuje optimistické programy, které architekti nechtěli potvrdit. Hlavní příčinou skluzu bylo tedy zpoždění v přípravě náročného projektu, který měl být dodán v krátkém časovém úseku a použití v tamním prostředí neobvyklé cesty zadávání veřejných zakázek.
Šetření bylo všeobecně považováno za zúčtování s Donaldem Dewarem pro základní nesprávné nastavení projektu. To přišlo po spekulacích ukazujících, že Dewar věděl, že počáteční náklady na novou budovu parlamentu předávané veřejnosti, jsou příliš nízké. Nicméně ve své zprávě lord Fraser uvádí, že "neexistuje žádný důkaz, že [Dewar] úmyslně nebo vědomě uvedl poslance v omyl. On se spoléhal na náklady, které mu předávali vysocí státní úředníci." Šetření také zanechalo pokušení "svalit všechny viny na zemřelého, nevyzpytatelný architektonického génia [Miralles ]..... Náklady vzrostly, protože zákazník chtěl růst a změny, nebo alespoň schválil několik z nich v některé manifestaci."

### Reakce a doporučení
Ve své zprávě lord Fraser stanovil řadu doporučení vyplývajících z vyšetřování. Především, z hlediska výběru designu a při použití mezinárodního architektonického sdružení s firmou se skotským původem, zpráva říká, že musí být provedena úplná analýza slučitelnosti různých kultur a pracovních postupů.
Fraser obhajoval, že když jsou ve "stavebním řízení" používány tyto typy smluv, úředníci nebo místní vládní úředníci by měli zhodnotit rizika takové smlouvy a uvedené výhody a nevýhody při nástupu na cesty před své politické nadřízené. Vedle tohoto doporučení Lord Fraser prohlásil, že nezávislí poradci by měli být zachování, ale musí být schopni vysvětlit své názory ministrům, aniž by byly "pročištěny" veřejnými činiteli. Stejně tak v případě státních úředníků, kteří jsou součástí řízení podobných velkých projektů a kde by měly být stanoveny jasná pravidla vedení a požadovány stejně přísné normy jako v soukromém sektoru.
Po zveřejnění zprávy, Jack McConnell uvedl, že Fraserova doporučení by měla být plně realizována a že zásadní reformy veřejné správy již probíhá s vyškolenými profesionály, kteří jsou přijati na zpracování těchto projektů. První ministr zdůraznil, že chce vidět zvýšení odborné kvalifikace úředníků, aby mohli spravovat projekty takového rozsahu v budoucnu. John Elvidge, nejvyšší úředník ve Skotsku, přiznal, že nebyly použity nejlepší postupy a omluvil se za způsob, jakým byl projekt proveden. Též nevyloučil možnost disciplinárních řízení vůči zaměstnancům státní správy, kteří se na projektu podíleli, ačkoliv šetření pozdější skotské vlády nevedlo k zahájení kroků proti jednotlivým úředníkům.

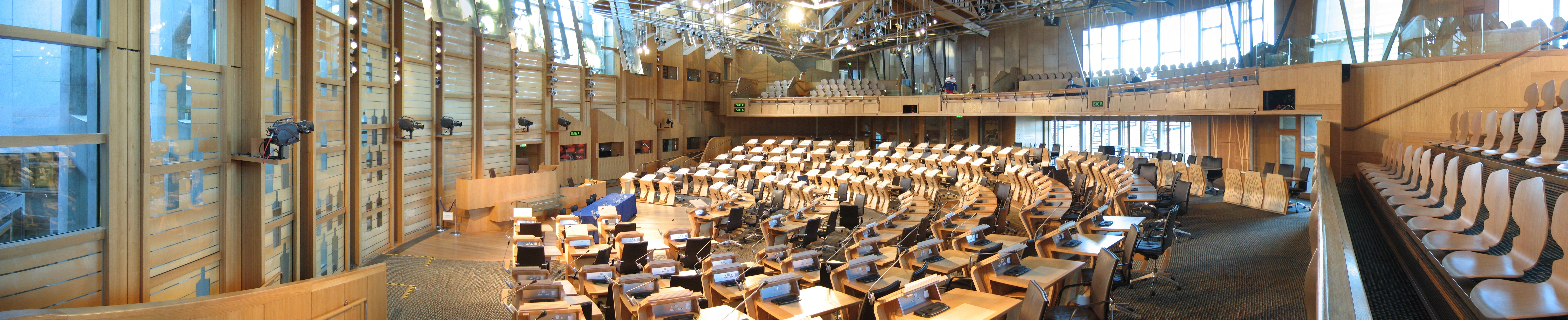
Poslanecká sněmovna, ukazující galerii a střešní konstrukci.